# Max Röthlisberger
Max Röthlisberger (27 de septiembre de 1914 - 28 de julio de 2003) fue un diseñador de producción, escenógrafo y actor de nacionalidad suiza.

## Biografía
Nacido en Burgdorf, Suiza, en el año 1932 fundó el Teatro Junge Bühne de Berna, en el cual fue director y escenógrafo. En 1936 fue actor en el Theater Biel Solothurn, y en 1939 pasó al Theater St. Gallen, donde trabajó cinco años como actor y escenógrafo.
En ese momento también recibió pequeños papeles cinematográficos. En 1944 Röthlisberger fue escenógrafo del Teatro de ópera de Zúrich. Además, trabajó como invitado en otros teatros europeos. A partir del año 1954 fue diseñador de producción en diferentes películas suizas. 
A partir del año 1973 Röthlisberger enseñó diseño escénico en la escuela de música de la Universidad de Bloomingdale (Indiana), y en 1977 fue premiado con el Anillo Hans Reinhart.
Max Röthlisberger falleció en Zúrich, Suiza, en el año 2003.

## Filmografía (como diseñador de producción)
- 1938 : Tschiffa (solo actor)
- 1941 : Gilberte de Courgenay (solo actor)
- 1941 : Romeo und Julia auf dem Dorfe (solo actor)
- 1941 : Bider, der Flieger (solo actor)
- 1941 : Der doppelte Matthias und seine Töchter (solo actor)
- 1942 : Das Gespensterhaus (solo actor)
- 1954 : Uli der Knecht
- 1955 : Heidi und Peter
- 1955 : Leben und leben lassen
- 1955 : Uli, der Pächter
- 1956 : Zwischen uns die Berge
- 1956 : Oberstadtgass
- 1957 : Taxichauffeur Bänz
- 1957 : Bäckerei Zürrer
- 1957 : Der 10. Mai
- 1957 : Glück mues me ha
- 1958 : El cebo
- 1958 : SOS – Gletscherpilot
- 1958 : Die Käserei in der Vehfreude
- 1958 : Zum goldenen Ochsen
- 1960 : Der Teufel hat gut lachen
- 1960 : An heiligen Wassern
- 1960 : Anne Bäbi Jowäger - I. Teil: Wie Jakobli zu einer Frau kommt
- 1961 : Die Schatten werden länger
- 1962 : Anne Bäbi Jowäger - II. Teil: Jakobli und Meyeli (también actor)
- 1962 : Der 42. Himmel
- 1963 : Der Sittlichkeitsverbrecher
- 1963 : Im Parterre links
- 1964 : Geld und Geist